# Diocèse anglican de Portsmouth
Le diocèse de Portsmouth est un diocèse anglican de la Province de Cantorbéry. Il s'étend sur le sud-est du Hampshire et sur l'île de Wight. Son siège est la cathédrale de Portsmouth.
Il a été créé en 1927 à partir du diocèse de Winchester.
Il ne doit pas être confondu avec le diocèse catholique homonyme siégeant également dans la ville.

## Archidiaconés
Le diocèse se divise en trois archidiaconés :
- L'archidiaconé de Portsdown
- L'archidiaconé de l'île de Wight
- L'archidiaconé de The Meon